# Spojené království Portugalska, Brazílie a Algarves
Spojené království Portugalska, Brazílie a Algarves (portugalsky Reino Unido de Portugal, Brasil e Algarves) byla monarchie de facto reálná unie na území dnešního Portugalska a Brazílie v letech 1815–1822, ale de facto již od roku 1808.

## Dějiny útvaru
V říjnu 1807 po obsazení Lisabonu vojskem Napoleona Bonaparta uprchl portugalský regent princ Jan spolu se svou matkou královnou Marií I. a dvorem s asi 15 000 dvořany do tehdejšího portugalské kolonie Brazílie. Po tomto přesunu královského rodu do Brazílie, bylo učiněno zrovnoprávnění brazilské kolonie s Portugalským královstvím a bylo utvořeno Spojené království Portugalska, Brazílie a Algarves. Tehdejší (knížectví) kolonie Brazílie byla pro všechny důvody (možnost že Napoleon upevní své pozice) povýšena do hodnosti království, aby mohla symbolizovat postavení portugalského královského rodu jako stále vládnoucího. Toto nově vytvořené Spojené království Portugalska, Brazílie a Algarves byl jednotný stát třech rovných celků (de facto jen dvou), jehož panovník měl nový titul: král Spojeného království Portugalska, Brazílie a Algarves. Nařízení o vzniku vešlo v platnost 16. prosince 1815.
Ve jménu tohoto útvaru figuroval název historické říše Algarves, která zahrnovala současnou jihoportugalskou provincii Algarve a protilehlé Algarve, tj. bývalé portugalské území, nyní de facto severní část pobřeží Maroka.
Po Napoleonově pádu v roce zasedla v Portugalsku prozatímní vláda, která v roce 1820 vyzvala krále Jana VI. k návratu. Ten byl po svém příjezdu nucen uznat novou ústavu, která nastolila konstituční monarchii. Králův syn Dom Pedro zůstal v Brazílii a převzal v ní regentství a funkci místokrále.
Po návratu královské rodiny do Portugalska, v Lisabonu následně cortesy (lidové shromáždění) zrušily rovnoprávnost Portugalska a Brazílie a snažily se obnovit její koloniální status, což v Brazílii vedlo k hnutí za nezávislost, do jehož čela se postavil právě Dom Pedro, jenž byl vždy nakloněn liberálním myšlenkám. Dom Pedro nakonec vyhlásil nezávislost Brazílie na Portugalsku a 12. října 1822 byl jako Pedro I. prohlášen císařem Brazílie. Titul císaře namísto krále, měl zdůraznit rozmanitost Brazílie a částečně emulovat Napoleona, jako liberála a revolucionáře, čímž Spojené království Portugalska, Brazílie a Algarves tak jako tak zaniklo, ovšem k nechuti lisabonské vlády a parlamentu s brazilskou nezávislostí.

## Seznam králů Spojeného království Portugalska, Brazílie a Algarves
Dynastie Braganza
- 1815–1816: Marie I. Portugalská
- 1816–1822: Jan VI. Portugalský